# Religioni in Eritrea
| Religione       | Religione       |  | Percentuale | Percentuale |
| --------------- | --------------- |  | ----------- | ----------- |
| Islam           | Islam           |  | 45,2%       | 45,2%       |
| Cristianesimo   | Cristianesimo   |  | 51,6%       | 51,6%       |
| Altre religioni | Altre religioni |  | 3,2%        | 3,2%        |

Secondo stime recenti circa il 45,2% della popolazione eritrea aderisce all'Islam, mentre il 51,6% segue il cristianesimo; il restante 3,2% pratica altre religioni, tra cui fedi tradizionali (vedi religioni africane) e varie forme di Animismo.
Dal maggio 2002 il governo eritreo ha riconosciuto ufficialmente la Chiesa ortodossa tewahedo eritrea, il cattolicesimo, il luteranesimo e l'Islam: tutte le altre fedi e confessioni devono sottostare ad una procedura di registrazione. Tra le altre cose, questo sistema governativo richiede anche ai gruppi religiosi d'inviare informazioni personali sui loro membri e specificazioni accurate sul tipo di culto praticato.
Vi sono come detto due principali religioni in Eritrea, cristianesimo ed islam, tuttavia il numero esatto dei loro credenti è oggetto di dibattito e discussione. Il Dipartimento di Stato USA ha stimato nel 2010 in almeno il 50% della popolazione come musulmana sunnita, mentre all'incirca nel restante 48% esser cristiano. L'Eritrea, assieme al suo vicino meridionale Etiopia è stato uno dei primi paesi cristiani al mondo ad aver adottato ufficialmente proprio la fede in Gesù Cristo come religione di Stato nel IV secolo. Allo stesso tempo è stato anche uno dei primi stabili insediamenti islamici in Africa, ove l'arrivo nella fede del profeta Maometto viene fatta derivare da un gruppo di musulmani i quali, di fronte a ripetute persecuzioni subite alla Mecca, si trovò costretto ad emigrare in Abissinia, attraversando quindi l'attuale Eritrea.

## Confessioni religiose
| Religione                                                              | Religione                                                              |  | Percentuale | Percentuale |
| ---------------------------------------------------------------------- | ---------------------------------------------------------------------- |  | ----------- | ----------- |
| Islam (sunniti)                                                        | Islam (sunniti)                                                        |  | 45%         | 45%         |
| Chiesa ortodossa tewahedo eritrea                                      | Chiesa ortodossa tewahedo eritrea                                      |  | 51%         | 51%         |
| Cattolici romani                                                       | Cattolici romani                                                       |  | 13%         | 13%         |
| Protestanti, Avventisti del Settimo giorno, Testimoni di Geova, Baha'i | Protestanti, Avventisti del Settimo giorno, Testimoni di Geova, Baha'i |  | 5%          | 5%          |
| Credenze religiose indigene                                            | Credenze religiose indigene                                            |  | 2%          | 2%          |

Le statistiche e denominazioni delle religioni in Eritrea posson parzialmente differire anche da fonte a fonte. Per quanto riguarda il cristianesimo il "Pew Research Center" indica il 40,7% della popolazione come ortodossa orientale, il 4,8% cattolica, lo 0,7% protestante ed infine meno dello 0,5% altre denominazioni minori. Uno studio alternativo sulla distribuzione religiosa in Eritrea dà un 58% dei credenti praticanti come ortodossi orientali, il 5% cattolici e meno dell'1% protestanti; mentre il dipartimento di stato afferma che il 30% sono ortodossi orientali, il 13% cattolici ed il restante dei cristiani suddiviso tra protestanti, Avventisti del Settimo Giorno con infine minoranze di buddhisti, induisti, Bahá'í (in totale meno del 5% dell'intera popolazione).
Sempre il Dipartimento di Stato indica nel 50% esatto della popolazione come musulmana sunnita, mentre non dà alcuna indicazione per quanto riguarda gli sciiti, mentre il rapporto 2009 del "Pew Research Center" dà allo Sciismo una presenza di poco meno dell'1%. Circa il 3,2% dei residenti locali infine seguono le religioni tradizionali o altre fedi; l'ateismo esplicito è molto minoritario mentre rimane fortemente alta la partecipazione religiosa per tutte le etnie presenti all'interno dei confini nazionali.

## Cristianesimo
Il cristianesimo nell sue varie forme è la fede religiosa praticata dal 45-48% dell'intera popolazione.

## Islam

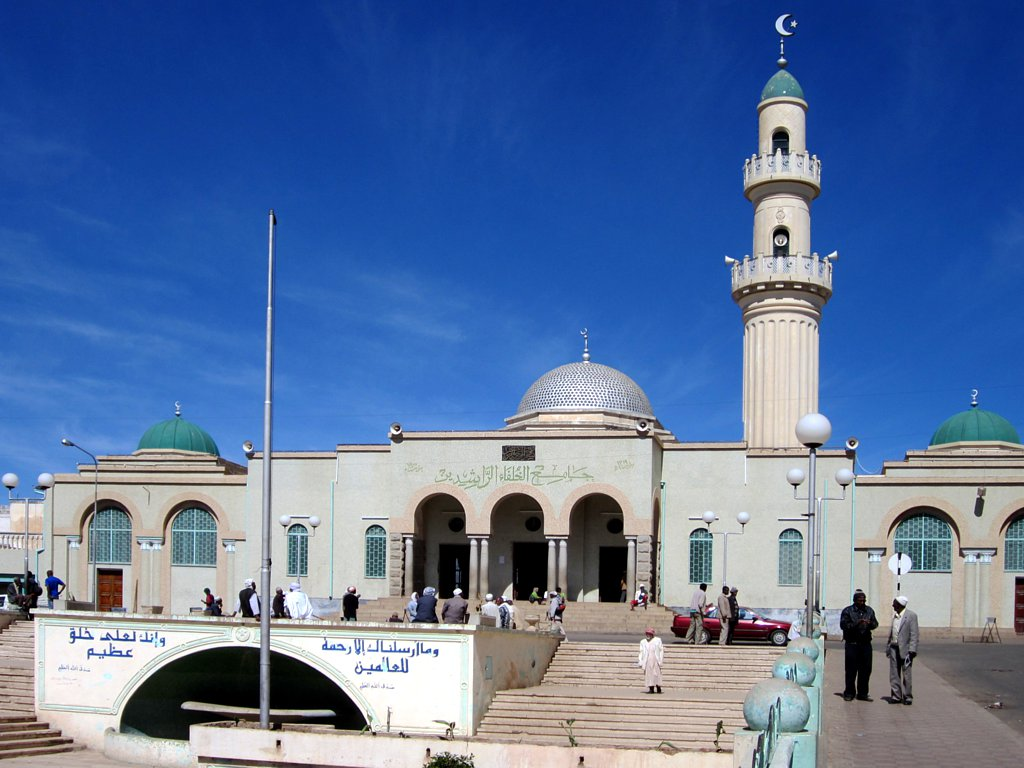
La Grande moschea di Asmara

La fede musulmana è praticata da circa il 50-51,6% degli abitanti del paese; più del 99% dei musulmani eritrei sono sunniti.